# Kambelevci
Kambelevci (en serbe cyrillique : Камбелевци) est un village de Serbie situé dans la municipalité de Babušnica, district de Pirot. Au recensement de 2011, il comptait 311 habitants.

## Démographie
| 1948  | 1953  | 1961 | 1971 | 1981 | 1991 | 2002 | 2011 |
| ----- | ----- | ---- | ---- | ---- | ---- | ---- | ---- |
| 1 086 | 1 067 | 999  | 858  | 731  | 579  | 419  | 311  |

|  |